# 진폭 변조

오디오 신호 (위)는 AM 또는 FM 변조되어 전달된다.

진폭 변조(振幅變調, Amplitude Modulation; 간단히 AM)는 전자 통신, 그 중에서도 일반적으로 라디오 반송파를 통한 정보 송신에 쓰이는 기술이다. 진폭 변조는 송신될 신호의 세기를 보내려는 정보에 관하여 변화시킴으로써 작동한다. 이를태면, 신호의 세기를 달리함으로써 스피커로 재생될 소리나 텔레비전 화소의 명암을 나타낼 수 있다.
송신될 신호에 따라 반송파의 진폭을 변화시키는 방식인 진폭 변조는 구조가 간단하여 회로를 간단하게 할 수 있는 장점이 있기 때문에 초기 라디오 방송에 많이 사용되었다. 전력효율이 나쁘고 전파의 진폭이 주변의 영향을 받기 쉽기 때문에 전파의 전달 과정에서 잡음이 섞이고, 전체적으로 음질이 떨어지는 단점이 있다. 낮은 음질의 특성상 높은 주파수가 요구되지 않기 때문에 단파 및 중파 이하의 전파를 통해서 방송한다.
진폭 변조는 주로 라디오 중파 방송이나 과거 아날로그 TV의 영상 정보, 항공 무선 통신 등에 사용된다. (한편, 역시 음성 송신에 많이 쓰이는 주파수 변조는 이와 달리 주파수가 바뀌며, 리모콘에서
```
주로 쓰이는 
위상 변조
는 파동의 
위상
이 바뀐다.)
```

1870년대 중반, 처음에 "파동 전류"(undulatory currents)라 불렸던 진폭 변조식 방법을 이용해 전화선으로 양질의 음성을 만들어내는데 성공했다. 1906년 레지널드 페선던이 오디오 기기를 선보이면서, 진폭 변조는 또한 최초로 라디오 방송을 위해 사용되었다. 오늘날까지 많은 통신 형태에 남아 있으며, "AM"은 중파방송 파장대를 이르는 말로 쓰인다.

## 같이 보기
- 주파수 변조
- 위상 변조